# Håkan Bergström
Lars Håkan Torstensson Bergström född 4 september 1923 i Helsingborgs stadsförsamling, Malmöhus län, död 29 december 1980 i Sankt Olofs församling, Sigtuna kommun, Stockholms län, var en svensk regissör, manusförfattare, skådespelare och kompositör.
Bergström var anställd som skådespelare, manusförfattare och regissör vid AB Europa Film 1943–1946, vid Sandrew Film 1948, vid SF-Sandrews 1963. Gift 1944–1967 med skådespelaren Margaretha Bergström (född Spång) (1926–2007).
Han var son till skådespelaren och regissören Torsten Bergström. De är begravda på Ås kyrkogård i Jämtland.

## Regi i urval
- 1955 – Farligt löfte
- 1955 – Sommarflickan
- 1956 – Den tappre soldaten Jönsson
- 1956 – Kulla-Gulla
- 1956 – 7 vackra flickor
- 1965 – Ute blåser sommarvind (kortfilm)

## Roller
- 1942 – Morgondagens melodi
- 1942 – Ungdom i bojor
- 1952 – Bättre 50-tal

### Fotnoter
1. 1 2 3  ”Håkan Bergström”. Svensk Filmdatabas. http://sfi.se/sv/svensk-filmdatabas/Item/?type=PERSON&itemid=61294&ref=%2ftemplates%2fSwedishFilmSearchResult.aspx%3fid%3d1225%26epslanguage%3dsv%26searchword%3dH%C3%A5kan+Bergstr%C3%B6m%26type%3dPerson%26match%3dBegin%26page%3d1%26prom%3dFalse. Läst 13 oktober 2012.
2. ↑  Patrik Andersson
3. ↑  Gravar.se